# 八股文
八股文（はっこぶん、拼音: bāgǔwén、英語: Eight-legged essay）とは、中国の明や清の時代に科挙の答案として用いられた、特殊な文体のことである。八股文は四書文、八比文、時文、時芸、制芸、制義とも呼ばれることがある。四書五経の中から出題された章句の意味について、対句法を用いて独特な8段構成で論説した。

## 歴史

### 明以前
科挙が官僚選定における中心的な役割を果たすようになったのは宋代と言われている。これに先立つ唐の科挙は貴族制による人材登用の補完的な側面を持ち、また詩賦が重視されていた。これに対して宋代の科挙は高級官僚へのほぼ唯一の道となって重要性を増し、また詩賦を些末な文学趣味であるとして廃止して合理的な教養を問うた。その内容は難解な儒学のテキストである五経を中心とし、答案の形式も自由で受験生の文章能力が試された。これらの試験内容に対応するためには、家庭教師を雇い長期の教育を受けるといった受験対策が必要となった。子弟にそれだけの学問の時間と教育資金を用意出来るのは実質的に士大夫を中心とした富裕層に限られ、受験の機会は限定されることとなった。

### 明
洪武帝は軍師の劉基とはかって、科挙には朱子の解説による四書を主眼とした。これは洪武帝や劉基が朱子学を奉じており、この学派が四書を重視していたためである。こうして宋代と代わって難解な教典である五経は二の次とされた。そして明朝期の受験生は答案の書き方として、八股文が指定された。三田村泰助（1976）は、詩人である劉基が官僚に必要な最低限の文学的素養としてこの律詩に似た形式を採用したのではないかとする。ただし八股文は一定の対句作成の文章能力があれば対応可能であり、そう難解ではなかったという。すなわち、より平易なテキストとして四書を重視したことも含めて、全国的にあらゆる階層から人材を集めることをねらったものである。しかし、その一方で、八股文という形式重視の明の科挙制度は、小手先の器用な秀才肌の人間を採用するのには適していたものの、真の人材を得る事が出来ないという負の側面もあったという。淮河以南のいわゆる南人は文字を教える際には対句から始めるが、淮河以北の北人社会では千戸規模の町でもこれを教えられる教師がいなかったともいう。このため宣徳帝の時に南55％、北35％、中（四川省や広西省など）10％の比例配分で合格者を選定することにした。

### 清
清朝期の八股文は、明の時代のものが踏襲された。中国に於ける八股文の使用は、1902年（光緒28年）に清朝政府が科挙の試験での八股文の使用を禁止するに至るまで継続された。尚、2年後の1904年（光緒30年）に最後の科挙試験が行われ、翌1905年（光緒31年）には科挙制度そのものが廃止されることとなった。

## 出題内容

### 明
明の科挙における八股文は、「題前」と「正文」からなる。「題前」は序論にあたり「破題」「承題」「起講」「領題」という部分からなる。「正文」は本論にあたり「提比」「中比」「後比」「束比」からなる。これら8つの段落から構成されること、また「正文」は4つの部分それぞれ2つの比を対句として組み合わせて合計8つのあし（股）を持つことになることから、「八股文」と呼ばれた。ただし、最初はこれほど文体が固定していたわけではなく成化帝の在位期間に成立したものである。出題は先述の通り四書を中心とした古典解釈と政策に関する論文であった。また、「題前」の「領題」がなかったり、「正文」の後の最終段落として「大結」があったりするなどの形式の揺れもあった。

### 清
清時代に入ると、十股(対句5つ)や十二股(対句6つ)のものが出現するなど、定則はなくなっていった。